# Blumăna
Blumăna (în germană Blumenau, în maghiară Bolonya) este un cartier din municipiul Brașov.
Brașovul medieval era format din Cetatea Brașovului (azi centrul istoric) și cele trei suburbii din afara zidurilor „Cetății”: Brașovechi, Șchei și Blumăna.

## Istoric
Locuit la început predominant de maghiari, veniți aici din satele secuiești, încă din anul 1513 este menționată denumirea cartierului „Suburbium Siculorum” (cartierul secuilor), alături de cea mai veche „Pratum Florum” (lunca florilor).

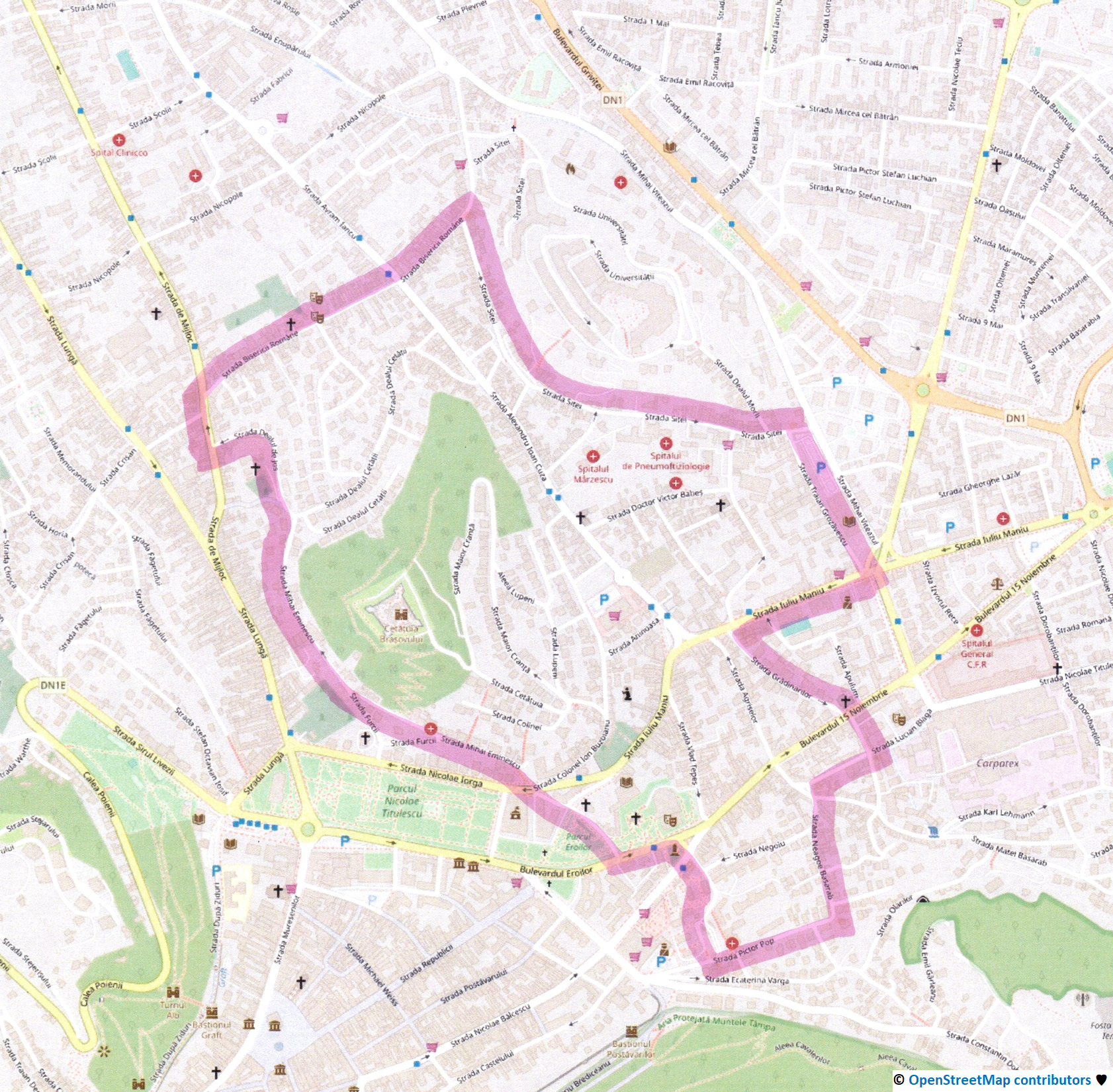
Ansamblul urban „Blumăna-Dealul Cetății” monument istoric

Blumăna este cuprinsă între Dealul Melcilor pe de o parte și Dealul Morii și Dealul Cetății (Straja) de cealaltă parte. Cartierul este legat de Brașovul Vechi (Brașovechi), care se întinde de partea cealaltă a Dealului Cetății, prin două străzi principale, str. Alexandru Ioan Cuza (Cuza Vodă) și str. Mihai Viteazul.
O parte din cartierul Blumăna a fost declarat monument istoric sub numele: Ansamblul Urban „Blumăna - Dealul Cetății” (cod LMI BV-II-a-B-11297).
Poziția sa geografică deosebită, dar și târgurile de mărfuri organizate aici de breslele locale, au făcut din Brașov un oraș foarte căutat. La Brașov se întâlneau drumurile comerciale ce veneau din cele trei țări românești cu cele din Orient și din apusul Europei. Pentru negustori și turiști au fost deschise hanuri unde puteau înnopta și lua masa.
În anul 1834 a fost inaugurat în Blumăna hanul „La Soarele de aur”, pe locul unde este astăzi Liceul de Artă din Brașov (strada Colonel Buzoianu nr. 1). În acest han se organizau reuniuni si spectacole, chiar și recitaluri ale unor artiști renumiți aflați în trecere prin Brașov. În sala de  festivități a hanului  a susținut un concert și compozitorul Johann Strauss, în 1848. În anul 1874, în urma unor lucrări de modernizare, hanul s-a transformat în hotel („Hotelul nr.1”), apoi în mănăstire și ulterior în școală. Din 1948, aici a funcționat Școala de muzică și de arte plastice.
Treptat, Blumăna a devenit un cartier cu multe vile luxoase, majoritatea în stil baroc, dar și unele în stil rococo, înconjurate de grădini pline de flori.
La capătul dinspre Cetate al cartierului Blumăna se află parcul central și promenada. Acest loc vast constituia în trecut un câmp larg de apărare în afara zidurilor cetății. Atunci când dezvoltarea armelor și apariția tunurilor a făcut inutile zidurile, pe acest loc viran fosta administrație austriacă a ridicat câteva clădiri administrative: Palatul de Justiție (astăzi sediul Prefecturii și al Consiliului Județean Brașov), Palatul Poștei și Administrația Financiară (astăzi Primăria).

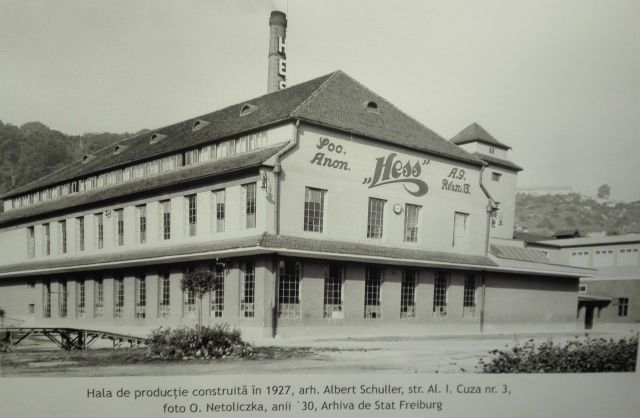
Fabrica „Hess”

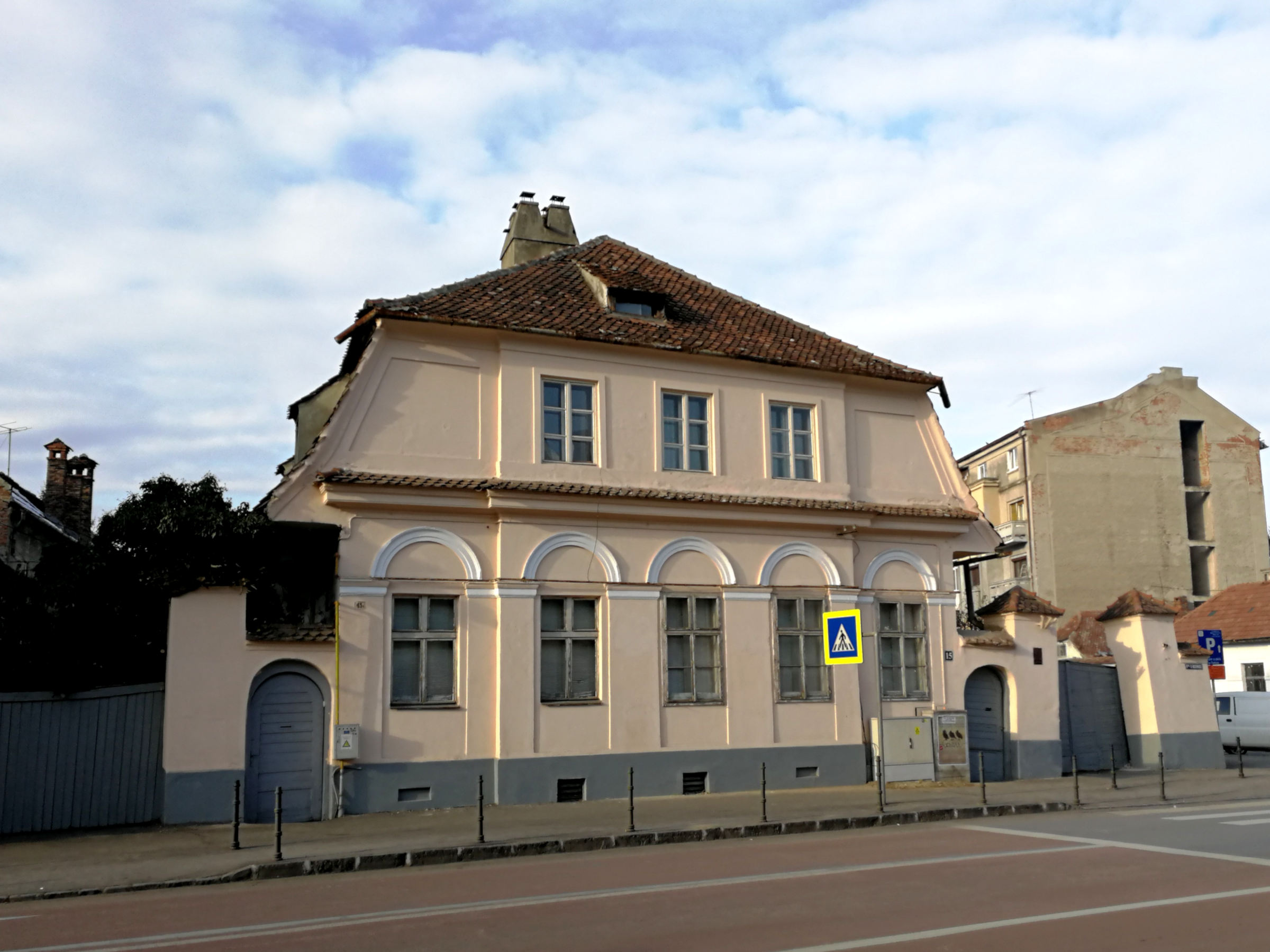
Casă din cartierul Blumăna

Dar Blumăna nu era numai un cartier rezidențial, ci și un cartier industrial, aici înființându-se două fabrici mari, Fabrica „Scherg” de postav (în 1823) - devenită după naționalizarea din 1948 „Partizanul Roșu”, apoi „Fabrica de stofe Brașov” (ulterior „Carpatex”) și Fabrica „Schiel” de mașini (în 1880) - după naționalizare „Strungul”, apoi „Hidromecanica”. Ulterior s-au adăugat alte fabrici, precum fabrica de scule „Teutsch” (1833) - după naționalizare „I.U.S.”, fabrica de ciocolată și bomboane „Hess”, devenită după naționalizarea din 1948 „Dezrobirea”, apoi „CIBO” (ulterior „Poiana Produse Zaharoase”), fabrica de cremă „Nivea”, fabrica de cremă de ghete „Schmollpasta”, o fabrică de parchet, una de ciment și mozaic și altele.

## Transporturi
În ziua de 30 martie 1873 a fost inaugurată gara și linia ferată Sighișoara – Brașov, finalizându-se astfel linia Budapesta – Oradea – Cluj – Teiuș - Sighișoara – Brașov.
Gara era o clădire austeră, cu parter pentru birouri și etaj pentru locuințele de serviciu ale angajaților, situată paralel cu drumul Hărmanului (actuala stradă a Hărmanului), vizavi de fosta Rafinărie. În anul 1906 gara a fost extinsă lateral cu două aripi simetrice.
În 1879 a fost inaugurată calea ferată Brașov – Predeal – Ploiești, prima linie transcarpatică din România, iar în 1891, a fost deschisă linia Brașov – Zărnești. Cu ocazia acestei inaugurări au fost înființate gările Bartolomeu (în Brașovechi) și tot în Blumăna mica stație Suburbiu, desființată apoi în anul 1961.
În timpul primului război mondial, gara a suferit numeroase avarii, a fost apoi refăcută, dar în timpul celui de-al doilea război mondial a fost din nou afectată. Pe 16 aprilie 1944 a fost incendiată și distrusă de bombardamentele americane. Refăcută din nou, a fost înlocuită în anul 1962 cu o nouă construcție pe un amplasament aflat la 1,5 km nord de gara veche, în zona uzinei Tractorul.
Tot în aceeași perioadă, la începutul anilor ‘60 a fost electrificată linia de cale ferată Brașov - București, prima din țară.
Tot aici a circulat primul tramvai mecanizat de pe teritoriul actual al României, construit în anul 1892. Linia trenului cu abur avea o lungime de 17 kilometri, între Bartolomeu (Brașovechi) și Satulung, care acum face parte din Săcele, traversând Blumăna.
Pornind din gara Bartolomeu, din Brașovechi, linia urca pe strada Lungă,  până în Piața Sfatului din Cetate, de unde cobora apoi pe strada Vămii (strada Mureșenilor de astăzi), cotea la dreapta și ajungea în fața Primăriei, unde se afla stația Promenadă. De aici, linia traversa Blumăna, apoi mai departe spre satele Baciu, Turcheș, Cernatu și ajungea la stația Satulung.

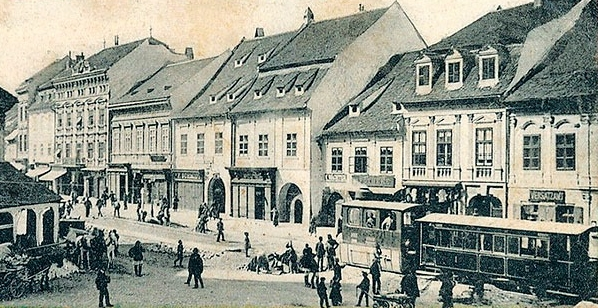
Tramvaiul cu aburi în Piaţa Sfatului (1900)

În afara orașului, tramvaiul cu abur avea gări ca un tren, în vreme ce în Brașov circula practic ca un tramvai. 
Trenurile circulau numai ziua, cu 10 km/h în oraș si 20 km/h în afară, iar în zilele de târg trenul circula în oraș numai după ora 15. De asemenea, mecanicul putea să utilizeze fluierul locomotivei numai în cazuri extreme, în rest avertizarea sonoră fiind făcută cu clopoțelul de către șeful de tren.
Introducerea tramvaiului cu abur la Brașov nu a însemnat numai apariția unui eficient mijloc de transport, ci și ocazia pentru sistematizări urbane de amploare.
De asemenea, micile locomotive cu abur mai trăgeau și vagoane de marfă, nu doar de călători.
Linia a avut o importanță economică deosebită pentru că a unit majoritatea fabricilor din zona industrială a orașului: Fabrica de postav Wilhelm Scherg (1922), fabrica de mașini Frații Schiel (1911), depozitul petrolier Unirea, fabrica de cărămidă și ceramică Frații Schmidt, fabrica de ciment Kugler (1898), fabrica Farola (1923-1924), Metrom (1936), fabrica de sticlă și porțelan Honterus precum și Romloc (1921) - Astra (1935).
Ulterior vagoanele au fost vopsite în galben, de unde și denumirea de „tramvaiul galbenˮ, cum a fost cunoscut în epocă.
Au mai fost introduse în circulație și automotoare (vagoane - automotor) pe bază de motorină sau benzină, acestea circulând în paralel cu tramvaiele cu abur.
Treptat însă, din cauza zgomotului și a fumului, linia tramvaiului a fost scurtată în etape: în anul 1922 a fost desființat tronsonul Rudolfsring (Promenadă ) - Piața Sfatului, în 1933 tronsonul dintre Bartolomeu și Promenadă, iar în 1938 tronsonul dintre Promenadă și Fabrica Schiel.
În anul 1932, primăria Brașovului a înființat primul serviciu de autobuze, acestea devenind curând preferatele populației. Trenul local a mai fost folosit însă până în 1960 (cu traseul redus), în special de navetiștii din zonă care lucrau în fabricile din Brașov. Ulterior, autoritățile comuniste au închis linia.

## Educație și cultură

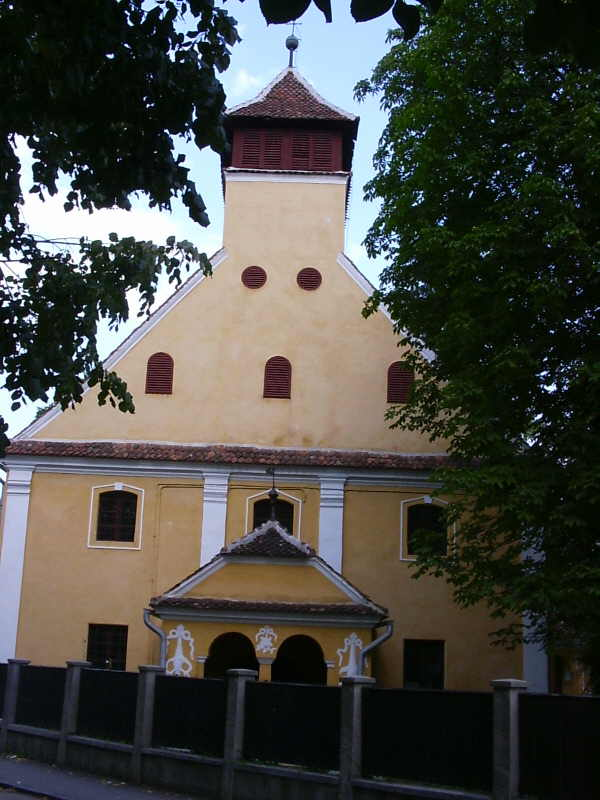
Biserica Luterană din Blumăna
(str. Dr. Cantacuzino)

În anul 1962 a fost inaugurat cinematograful ,,Partizanul Roșu”, vis-a-vis de fabrica de textile cu același nume. Sala, cu o capacitate de 600 locuri (uriașă în raport cu cele existente atunci), beneficia în premieră de sistem de proiecție și ecran panoramic, de sonorizare stereo, tratamente acustice ale finisajelor interioare, minibar în foaier și un aspect estetic deosebit, în stil modernist internațional. Ulterior cinematograful a fost redenumit „Patria”. În anul 2013, după o reabilitare capitală, a fost transformat în Sala de concerte a Filarmonicii Brașov. Din aprilie 2014 a reînceput proiecția filmelor (de cinematecă) într-o sală de 72 de locuri.
În cartierul Blumăna există, în prezent, Universitatea „Transilvania”.